# David Meredith Seares Watson
David Meredith Seares Watson (* 18. Juni 1886 in Higher Broughton bei Salford, Städteregion Greater Manchester, Lancashire; † 23. Juli 1973) war ein britischer Paläontologe, der vor allem auf dem Gebiet der Wirbeltierpaläontologie forschte. Er bekleidete die Jodrell-Professur für Zoologie und Vergleichende Anatomie am University College London von 1921 bis 1951 und wurde aufgrund seiner Verdienste bei der Erforschung der fossilen Reptilien vielfach ausgezeichnet.

## Leben
Watson war der einzige Sohn von David Watson, einem Pionier der Metallurgie. Nach dem Besuch der Manchester Grammar School schrieb er sich im Studiengang Geologie an der University of Manchester ein und widmete sich dem Studium von Pflanzen-Fossilien in Kohle-Ablagerungen. Seinen Abschluss legte er mit Auszeichnung ab und wurde zum Beyer-Fellow an der University of Manchester berufen. Den Grad des M.Sc. erhielt er 1909.
In der Folge Watson weitete Watson seine Studien an Fossilien aus und arbeitete am British Museum of Natural History in London, unterbrochen von ausgedehnten Aufenthalten in Südafrika, Australien und den Vereinigten Staaten. 1912 wurde er von Professor James Peter Hill zum Dozenten für Wirbeltierpaläontologie am University College London berufen.
Seine akademische Arbeit wurde unterbrochen, als er sich 1916 im Ersten Weltkrieg zur Royal Naval Volunteer Reserve meldete. Später wurde er zur damals gerade entstehenden Royal Air Force versetzt, wo er an der Verbesserung von Außenhüllengeweben für Ballons und Luftschiffe arbeitete.
1917 heiratete er Katharine Margarite Parker, mit der er zwei Töchter hatte, Katharine Mary und Janet Vida, 1982 die erste weibliche Präsidentin der Geological Society of London.
Nach dem Ersten Weltkrieg kehrte Watson in das Akademische Leben zurück und wurde 1921 der Nachfolger von Professor Hill als Jodrell-Professor für Zoologie und Vergleichende Anatomie am University College London. Er widmete sich dem Ausbau der zoologischen Fakultät und erwarb sich eine Reputation als Akademiker. 1922 wurde er zum Fellow der Royal Society gewählt, für die er 1924 die Croonian Lecture hielt. Vier Jahre später wurde er eingeladen, die Romanes Lecture an der University of Oxford zu halten; er sprach über Paläontologie und die Entwicklung des Menschen.
1931 wurde er in das Agricultural Research Council der britischen Regierung berufen, eine Stelle, die unter anderem Aufenthalte in den Vereinigten Staaten nach sich zog, wo er 1937 Vorlesungen an der Yale University hielt. Beim Ausbruch des Zweiten Weltkriegs kehrte er nach Großbritannien zurück, um die Evakuierung der zoologischen Fakultät nach Bangor (Wales) zu leiten, und wurde dann Sekretär der wissenschaftlichen Subkommission des Food Policy Committee des Kriegskabinetts.
Nach dem Krieg nahm er seine Lehrtätigkeit wieder auf und unternahm zahlreiche Forschungsreisen. 1951 gab er seine Professur auf, setzte jedoch seine Studien fort und veröffentlichte zahlreiche wissenschaftliche Aufsätze, bis er sich 1965 völlig aus Lehre und Forschung zurückzog.

## Wirken
In seinem letzten Studienjahr (1907) veröffentlichte Watson eine richtungsweisende Arbeit über pflanzenhaltige Karbonat-Konkretionen (coal balls) mit Marie Stopes (die zu dieser Zeit noch Paläobotanikerin war). Seine wissenschaftliche Arbeit konzentrierte sich später vor allem auf die Wirbeltierpaläontologie, im Besonderen auf fossile Reptilien, und er trug auf seinen ausgedehnten Forschungsreisen eine große Fossiliensammlung zusammen. Das Interesse an Reptilien erwachte 1908, als Watson begann, sich mit den fossilen Überresten dieser Gruppe und anderen Vertebraten zu beschäftigen. Er verbrachte viel Zeit im British Museum of Natural History und sammelte Fossilien an vielen Orten in Großbritannien. 1911 führten ihn die Sammlungen fossiler Reptilien der Karoo, die das British Museum besaß, nach Südafrika, wo er unter anderem an der biostratigraphischen Untergliederung der Beaufort-Gruppe der Karoo-Supergruppes mitwirkte.
1914 sammelte Watson in Australien, und schrieb im nächsten Jahr eine Abhandlung über die Entwicklung des Schnabeltier-Schädels. Er kehrte nach Nordamerika zurück und sammelte vor allem in Texas. Das Ende des Ersten Weltkriegs ermöglichte es ihm, nach England zurückzukehren und sich von Newcastle upon Tyne aus wieder mit den Fossilien der Kohleablagerungen zu befassen. Dieses Mal jedoch waren vor allem die Reptilien- und Fisch-Fossilien der karbonischen Coal Measures Gegenstand seines Interesses. Watson schrieb während der Zeit bis zu seiner Emeritierung zahlreich Aufsätze über Reptilien, beschäftigte sich jedoch auch mit anderen wissenschaftlichen Themen wie der Entwicklung des Menschen und das Wesen der Evolutionstheorie.

## Ehrungen und Auszeichnungen
Er erhielt zahlreiche Preise und Auszeichnungen, darunter die Darwin-Medaille der Royal Society, die Linné-Medaille der Linnean Society of London, die Wollaston-Medaille der Geological Society of London, und Ehrendoktorwürden von zahlreichen Universitäten. 1941 wurde Watson mit der Mary-Clark-Thompson-Medaille der National Academy of Sciences ausgezeichnet, deren Mitglied er seit 1938 war. Seit 1937 war er korrespondierendes Mitglied der Bayerischen Akademie der Wissenschaften. 1938 wurde er zum Mitglied der Deutschen Akademie der Naturforscher Leopoldina, 1946 zum assoziierten Mitglied der Académie royale des Sciences, des Lettres et des Beaux-Arts de Belgique und 1949 zum Ehrenmitglied (Honorary Fellow) der Royal Society of Edinburgh gewählt. 1951 wurde er Ehrenmitglied der Society of Vertebrate Paleontology. 1953 wurde Watson in die American Academy of Arts and Sciences gewählt. Die Darwin-Wallace-Medaille der Linnean Society of London erhielt er 1958.
Die wissenschaftliche Bibliothek des University College London, die DMS Watson library, wurde nach ihm benannt. Sie ist die zweitgrößte Bibliothek des University College und befindet sich am Malet Place neben dem Petrie Museum of Egyptian Archaeology.

## Schriften (Auswahl)
Watson veröffentlichte zahlreiche Aufsätze über Wirbeltierpaläontologie und verwandte Themen in den Philosophical Transactions, den Proceedings of the Zoological Society, dem Journal of Anatomy und anderen Fachzeitschriften.
- Palaeontology and the Evolution of Man. Romanes Lecture, Clarendon Press, Oxford 1928.
- The Animal Bones from Skara Brae. 1931.
- Science and Government. Earl Grey Memorial Lecture 24, Newcastle-upon-Tyne 1942.
- Paleontology and Modern Biology. The Silliman Memorial Lecture, Yale University Press, New Haven 1951.
- The Brachyopid Labyrinthodonts. In: Bulletin of the British Museum of Natural History, Geology. Band 2, Nr. 8, London 1956.
- A New Labyrinthodont, Paracyclotosaurus, from the Upper Trias of New South Wales. In: Bulletin of the British Museum of Natural History, Geology. Band 3, Nr. 7, London 1958.
- The Anomodont Skeleton. In: Transactions of the Zoological Society of London. Band 29, part 3, London 1960.